# Tairadate
Tairadate (平舘村; -mura) é um vilarejo localizado no distrito de Higashitsugaru, na prefeitura de Aomori, no Japão.
Em 2003 a população do vilarejo foi estimada em 2.315 habitantes e sua densidade demográfica em 48,04 pessoas por km². Sua área total é de 48.19 km².